# Nobody Knows You When You’re Down and Out
Nobody Knows You When You’re Down and Out ist ein Popsong von Jimmy Cox, der 1923 erstmals veröffentlicht wurde. Die 1929 von Bessie Smith erschienene Version machte aus dem Stück einen Blues und damit zum Hit.

## Hintergrund
Die Ballade hat neben einem Verse einen 16-taktigen Chorus und ist in der Liedform AA gehalten. Der Song wird auch im traditionellen Jazz gespielt und hat sich dort und im Bluesgenre zum Standard entwickelt.
Der Inhalt von Nobody Knows You When You’re Down and Out, etwa die Erwähnung von hochpreisigem Likör, Champagner und Wein, verweist in den Vergnügungsbereich der afroamerikanischen Mittelschicht in den Ghettos. Das Bild vom Dollar, der in Zukunft festgehalten wird, bis der Adler zu Grinsen beginnt, „dürfte gleichfalls kaum der Folklore der schwarzen, ländlichen Unterschicht entstammen, denn diese hat wohl nie Erfahrungen mit dem 10er Golddollar gemacht.“

## Erste Versionen
Der Titel wurde erstmals 1927 von Bobby Leecan unter dem Pseudonym „Blind“ Bobby Baker aufgenommen. Am 15. Januar 1929 spielte in Chicago Pinetop Smith ebenfalls Nobody Knows You When You’re Down and Out ein. Eine weitere Aufnahme des Songs von Pinetop Smith mit Alberta Reynolds wurde damals nicht veröffentlicht.
Populär wurde die Ballade durch Bessie Smiths Single (B-Seite Take it Right Back). Ihre Version mit dem Pianisten Clarence Williams und seinem Orchester, zu dem hier der Trompeter Ed Allen, der Tubist Cyrus St. Clair sowie mehrere Saxophonisten wie Garvin Bushell und vermutlich Arville Harris, Greely Walton gehörten, wurde am 15. Mai 1929 in New York aufgenommen. Der sechs Wochen vor dem Zusammenbruch der Börsen am 13. September 1929 veröffentlichte Titel gilt als ihre bekannteste Aufnahme und machte den Song berühmt. Erst Smiths Interpretation, bei der sie die Melodie streckte und auch sonst veränderte, bewirkte, dass der Song sich dem Blues näherte.

## Coverversionen
Im Bereich von Jazz und Blues wurde der Song seit den 1920er-Jahren über 200 Mal gecovert, u. a. von Pinetop Smith (1928), Eddie Condon (1943), Josh White (1945), Bertha Hill, Hociel Thomas (1946), Claire Austin, Chris Barber / Ottilie Patterson, Sidney Bechet, Juanita Hall (mit Claude Hopkins, Coleman Hawkins, Buster Bailey), Dick Hyman, Howard McGhee, Odetta (mit Buck Clayton, Vic Dickenson), Lu Watters, der Old Merry Tale Jazzband, Eva Olmerová mit dem Traditional Jazz Studio und B. B. King (Let the Good Times Roll: The Music of Louis Jordan). Weitere Aufnahmen stammen von Graeme Bell, der Dutch Swing College Band, Turk Murphy, Louis Jordan, Ruby Braff und Jimmy Witherspoon/Ben Webster.
1960 erreichte Nina Simones Version Platz 23 der Billboard-R&B-Charts sowie Platz 93 der Hot 100. In der Folkszene kursierten Versionen von Eric Von Schmidt, Odetta, dem Chad Mitchell Trio und Tim Hardin. Später in den 1960er Jahren nahmen sowohl Sam Cooke als auch Otis Redding den Song auf, ebenso wie die Spencer Davis Group auf ihrem Album Autumn ’66. Auch Scrapper Blackwell, King Curtis, Barbra Streisand, Liza Minnelli und John Lennon coverten den Song.
Eric Clapton nahm den Song nicht nur 1970 mit Derek and the Dominos auf (Layla and Other Assorted Love Songs), sondern interpretierte den Song akustisch auf seinem Album Unplugged. Dem norwegischen Musikjournalist Morten Holgersson zufolge hat Clapton für diese Interpretation das Lied „sinnlicher [und] moderner“ gestaltet, insbesondere durch den Wechsel zwischen „Gitarrenspiel mit Plektrum“ und dem „Zupfen der Saiten“. Die akustische Coverversion bewertete Holgersson als „taktisch klug“ und „sehr perkussiv“. Der US-amerikanische Kritiker Will Branson lobte Claptons Darbietung des Stückes und hob auch Ray Coopers Arbeit als Perkussionist und Chuck Leavells Pianospiel hervor. In Argentinien wurde der Titel  1992 ausgekoppelt, belegte Platz 8 der dortigen Single-Charts und erhielt 1994 eine Goldene Schallplatte für mehr als 50.000 verkaufte Tonträger.